# Statuia lui Theodor Pallady din București
Statuia lui Theodor Pallady, realizată din bronz, este opera sculptorului român Gheorghe D. Anghel.
Theodor Pallady (23 aprilie 1871, Iași - 16 august 1956, București) a fost un pictor român  aristocrat provenit dintr-o familie de boieri moldoveni. Pallady a trăit o perioadă în Franța și a pictat aici, mare parte dintre lucrarile sale de referință aparținând acestei perioade. Printre tablourile sale cunoscute se numără „Vedere din Place Dauphine”, „Nud cu ciorap negru pe fotoliu”, „Pont Neuf”, „Natură moartă cu lămâi” și „Autoportret”. În anul 2012 a fost declarat membru post-mortem al Academiei Române.
Sculptura este înscrisă în Lista monumentelor istorice 2010 - Municipiul București - la nr. crt. 2373, cod LMI B-III-m-B-20054.
Statuia este amplasată în curtea casei Melik care, fiind construită în 1760, este cea mai veche clădire civilă din București care s-a păstrat în forma ei originală. Casa Melik adăpostește astăzi muzeul Pallady și se află pe strada Spătarului nr. 22, sector 2.